# Chuột NOD
Chuột NOD (Non-obese diabetic) hay bệnh tiểu đường không béo phì ở chuột là những con chuột nuôi cấy được sử dụng làm động vật mô hình để thí nghiệm liên quan đến bệnh đái đường tuýp 1. Bệnh tiểu đường phát triển ở chuột NOD như là kết quả của chứng viêm ruột, xâm nhập vào bạch cầu của các hạch tuyến tụy. Sự khởi phát bệnh tiểu đường có liên quan đến nồng độ đường huyết trung bình và tăng đường huyết. Đề nghị theo dõi sự phát triển của glycosuria từ 10 tuần tuổi; việc này có thể được thực hiện bằng thử độ glucose trong nước tiểu. Chuột NOD sẽ có sự tiến triển chứng tiểu đường tự phát khi còn trong môi trường vô trùng. Tỷ lệ mắc bệnh đái tháo đường tự nhiên ở chuột NOD là 60-80% ở con cái và 20-30% ở con đực. Sự khởi phát bệnh đái tháo đường cũng khác nhau giữa đực và cái, thường thì sự khởi phát bị trì hoãn ở con đực vài tuần.

## Lịch sử
Những con chuột không béo phì (NOD) biểu hiện sự nhạy cảm với sự phát triển tự phát của bệnh đái tháo đường tự miễn dịch insulin (IDDM). Các chủng NOD và các chủng liên quan đã được phát triển tại phòng thí nghiệm nghiên cứu Shionogi ở Aburahi, Nhật Bản bởi Makino và các đồng nghiệp và lần đầu tiên được báo cáo vào năm 1980. Nhóm này đã phát triển dòng NOD bằng cách lai tạo các chủng dễ bị đục thủy tinh thể từ JcI: chuột ICR.

## Đặc điểm
Tính dễ bị tổn thương do IDDM có tính polygenic và môi trường ảnh hưởng mạnh đến sự xâm nhập của gen. Môi trường bao gồm điều kiện nhà ở, tình trạng sức khoẻ và chế độ ăn uống tất cả đều ảnh hưởng đến sự phát triển của bệnh tiểu đường ở chuột. Chẳng hạn, chuột NOD được duy trì ở các phòng thí nghiệm khác nhau có thể có mức độ xuất hiện khác nhau. Chuột NOD cũng có thể dễ bị phát triển các hội chứng tự miễn dịch khác, bao gồm viêm tuyến giáp tự miễn dịch, rối loạn polyneuropathy tự miễn dịch tự miễn dịch. Bệnh tiểu đường ở những con chuột này có thể được ngăn ngừa bằng cách tiêm một lần các chất bổ sung mycobacteria như chất bổ trợ Freund (FCA) hoặc Bacille de Calmette et. Vaccine Guérin hoặc BCG.
Chuột NOD có các đa hình trong locus Idd3 liên quan đến sản xuất IL-2. IL-2 khuyến khích khả năng miễn dịch hoặc dung nạp theo thời gian phụ thuộc vào nồng độ bằng cách hoạt động trên tế bào T helper, tế bào CTL và NK. Lượng IL-2 thấp có thể là cần thiết để thúc đẩy sự sống còn của Treg ở chuột. Mất IL-2 do đó có thể góp phần vào sự phát triển tự miễn nhiễm ở chuột NOD. Chuột NOD có một đột biến trong exon 2 của gen CTLA-4, gây ra nó được nối không chính xác. CTLA-4 đóng một vai trò chính trong việc ngăn chặn phản ứng miễn dịch của tế bào T. Nếu không có chức năng thích hợp của các tế bào T CTLA-4 tấn công tế bào sản xuất insulin. Điều này dẫn đến bệnh tiểu đường týp 1.